# Serie A1 2003-2004 (pallamano maschile)
La Serie A1 2003-2004 è stata la 35ª edizione del massimo campionato nazionale italiano di pallamano maschile.

Esso venne organizzato dalla Federazione Italiana Giuoco Handball.

La competizione è iniziata il 20 settembre 2003 e si è conclusa il 12 maggio 2004.

Il torneo fu vinto per la 2ª volta consecutiva nella sua storia dall'Handball Club Conversano.

A retrocedere in serie A2 furono la Pallamano Cellini Padova e la Pallamano 85 Castenaso.

## Formula del torneo

### Stagione regolare
Il campionato si svolse tra 12 squadre che si affrontarono in una fase iniziale con la formula del girone unico all'italiana con partite di andata e ritorno.

Per ogni incontro i punti assegnati in classifica sono così determinati:
- tre punti per la squadra che vinca l'incontro;
- un punto per il pareggio;
- zero punti per la squadra che perda l'incontro.

### Play off scudetto
Le squadre classificate dal 1º all'8º posto alla fine della stagione regolare parteciparono ai play off scudetto che si disputarono con la formula ad eliminazione diretta dagli ottavi di finale in poi, al meglio di due gare su tre.
La squadra 1ª classificata al termine dei play off fu proclamata campione d'Italia.

### Rettrocessioni
Le squadre classificate all'11º e al 12º posto retrocedettero direttamente in serie A2.

## Squadre partecipanti
| Club            | Città                | Palasport               | Sponsor        | Stagione 2002-2003         |
| --------------- | -------------------- | ----------------------- | -------------- | -------------------------- |
| Bologna United  | Bologna              | PalaSavena              |                | 8ª in Serie A1             |
| Cellini Padova  | Padova               | PalaFabris              |                | 1ª in Play off di Serie A2 |
| Conversano      | Conversano (BA)      | Pala San Giacomo        |                | Campione d'Italia          |
| Jchnusa Sassari | Sassari              | Pala Santoru            |                | 10ª in Serie A1            |
| Castenaso       | Castenaso (BO)       | Palasport di Castenaso  | Carpanelli     | 2ª in Play off di Serie A2 |
| Ascoli          | Ascoli Piceno        | Pala Galosi             | Acli           | 9ª in Serie A1             |
| Prato           | Prato                | Pala Consiag            | Al.Pi.         | 2ª in Serie A1             |
| Secchia         | Rubiera (RE)         | Pala Bursi              | Gammadue       | 3ª in Serie A1             |
| Trieste         | Trieste              | Pala Chiarbola          |                | 5ª in Serie A1             |
| Romagna         | Imola e Mordano (BO) | Palestra Cavina         | Clai           | 7ª in Serie A1             |
| Meran           | Merano (BZ)          | Centro Carlo Wolf       | Torggler Group | 4ª in Serie A1             |
| Brixen          | Bressanone (BZ)      | Palasport di Bressanone | Forst Despar   | 6ª in Serie A1             |

## Stagione regolare

### Risultati
| andata | 1ª giornata          | ritorno |
| ------ | -------------------- | ------- |
| 32-29  | Trieste - Imola      | 30-32   |
| 31-39  | Castenaso - Ascoli   | 30-35   |
| 33-25  | Conversano - Sassari | 27-17   |
| 33-26  | Merano - Bologna     | 27-32   |
| 29-20  | Secchia - Padova     | 38-20   |
| 30-24  | Bressanone - Prato   | 27-34   |

| andata | 4ª giornata            | ritorno |
| ------ | ---------------------- | ------- |
| 24-31  | Sassari - Bologna      | 29-35   |
| 37-24  | Bressanone - Castenaso | 29-22   |
| 21-30  | Ascoli - Secchia       | 28-32   |
| 26-25  | Trieste - Padova       | 32-26   |
| 25-28  | Imola - Conversano     | 22-30   |
| 22-25  | Prato - Merano         | 27-26   |

| andata | 7ª giornata            | ritorno |
| ------ | ---------------------- | ------- |
| 25-29  | Secchia - Bressanone   | 27-26   |
| 23-25  | Bologna - Imola        | 27-26   |
| 31-26  | Conversano - Castenaso | 24-35   |
| 26-24  | Merano - Trieste       | 25-23   |
| 19-19  | Sassari - Ascoli       | 19-27   |
| 22-21  | Padova - Prato         | 27-41   |

| andata | 10ª giornata         | ritorno |
| ------ | -------------------- | ------- |
| 27-20  | Conversano - Secchia | 26-28   |
| 38-22  | Merano - Padova      | 27-27   |
| 17-20  | Castenaso - Bologna  | 20-30   |
| 27-27  | Imola - Prato        | 22-25   |
| 33-29  | Bressanone - Ascoli  | 24-26   |
| 33-18  | Trieste - Sassari    | 39-24   |

| andata | 2ª giornata         | ritorno |
| ------ | ------------------- | ------- |
| 38-20  | Prato - Castenaso   | 39-22   |
| 19-25  | Padova - Conversano | 19-30   |
| 20-27  | Sassari - Merano    | 28-33   |
| 29-37  | Bologna - Secchia   | 22-31   |
| 30-24  | Imola - Bressanone  | 28-31   |
| 30-35  | Ascoli - Trieste    | 22-39   |

| andata | 5ª giornata             | ritorno |
| ------ | ----------------------- | ------- |
| 32-31  | Bologna - Ascoli        | 20-24   |
| 22-30  | Padova - Sassari        | 24-38   |
| 30-21  | Secchia - Prato         | 27-37   |
| 33-26  | Merano - Imola          | 23-23   |
| 34-28  | Conversano - Bressanone | 31-26   |
| 19-28  | Castenaso - Trieste     | 19-36   |

| andata | 8ª giornata          | ritorno |
| ------ | -------------------- | ------- |
| 36-28  | Prato - Sassari      | 26-24   |
| 21-29  | Castenaso - Merano   | 11-35   |
| 34-26  | Trieste - Secchia    | 28-30   |
| 28-31  | Imola - Padova       | 31-26   |
| 25-37  | Ascoli - Conversano  | 26-42   |
| 30-27  | Bressanone - Bologna | 27-22   |

| andata | 11ª giornata         | ritorno |
| ------ | -------------------- | ------- |
| 27-27  | Ascoli - Imola       | 23-32   |
| 36-28  | Prato - Trieste      | 30-35   |
| 27-34  | Secchia - Merano     | 29-35   |
| 38-23  | Padova - Castenaso   | 25-25   |
| 34-29  | Bologna - Conversano | 27-38   |
| 34-32  | Sassari - Bressanone | 25-30   |

| andata | 3ª giornata          | ritorno |
| ------ | -------------------- | ------- |
| 30-15  | Merano - Ascoli      | 26-22   |
| 32-19  | Bologna - Padova     | 28-25   |
| 25-27  | Castenaso - Sassari  | 28-31   |
| 32-26  | Conversano - Prato   | 28-31   |
| 30-25  | Secchia - Imola      | 24-27   |
| 28-34  | Trieste - Bressanone | 33-32   |

| andata | 6ª giornata          | ritorno |
| ------ | -------------------- | ------- |
| 27-29  | Bressanone - Merano  | 29-25   |
| 34-23  | Imola - Castenaso    | 30-20   |
| 25-31  | Sassari - Secchia    | 26-34   |
| 26-23  | Ascoli - Padova      | 22-23   |
| 40-29  | Prato - Bologna      | 23-29   |
| 22-26  | Trieste - Conversano | 30-34   |

| andata | 9ª giornata         | ritorno |
| ------ | ------------------- | ------- |
| 30-24  | Merano - Conversano | 18-25   |
| 34-14  | Secchia - Castenaso | 35-27   |
| 25-26  | Ascoli - Prato      | 21-37   |
| 26-23  | Sassari - Imola     | 18-26   |
| 28-37  | Bologna - Trieste   | 33-36   |
| 29-29  | Padova - Bressanone | 29-30   |

### Classifica
|  |     | Classifica finale | Pti | G  | V  | N | P  | GF  | GS  | DR   |
|  | --- | ----------------- | --- | -- | -- | - | -- | --- | --- | ---- |
|  | 1.  | Conversano        | 54  | 22 | 18 | 0 | 4  | 672 | 548 | +124 |
|  | 2.  | Meran             | 50  | 22 | 16 | 2 | 4  | 637 | 530 | +107 |
|  | 3.  | Secchia           | 45  | 22 | 15 | 0 | 7  | 654 | 584 | +70  |
|  | 4.  | Trieste           | 42  | 22 | 14 | 0 | 8  | 688 | 604 | +84  |
|  | 5.  | Prato             | 40  | 22 | 14 | 1 | 7  | 667 | 584 | +83  |
|  | 6.  | Brixen            | 37  | 22 | 12 | 1 | 9  | 644 | 615 | +29  |
|  | 7.  | Bologna United    | 33  | 22 | 11 | 0 | 11 | 616 | 628 | -12  |
|  | 8.  | Romagna           | 30  | 22 | 9  | 3 | 10 | 601 | 583 | +18  |
|  | 9.  | Ascoli            | 20  | 22 | 6  | 2 | 14 | 563 | 647 | -84  |
|  | 10. | Jchnusa Sassari   | 19  | 22 | 6  | 1 | 15 | 557 | 644 | -87  |
|  | 11. | Cellini Padova    | 15  | 22 | 4  | 3 | 15 | 541 | 649 | -108 |
|  | 12. | Castenaso         | 1   | 22 | 0  | 1 | 21 | 491 | 715 | -224 |

## Play off scudetto
|  | Quarti di finale | Quarti di finale | Quarti di finale | Quarti di finale | Quarti di finale |  |  | Semifinali | Semifinali | Semifinali | Semifinali | Semifinali |    |    | Finale | Finale     | Finale | Finale | Finale |  |
|  |                  |                  |                  |                  |                  |  |  |            |            |            |            |            |    |    |        |            |        |        |        |  |
|  | 1                | Conversano       | Conversano       | 38               | 28               |  |  |            |            |            |            |            |    |    |        |            |        |        |        |  |
|  | 8                | Romagna          | Romagna          | 28               | 26               |  |  | 1          | Conversano | Conversano | 26         | 35         |    |    |        |            |        |        |        |  |
|  | 4                | Trieste          | Trieste          | 29               | 25               |  |  | 5          | Prato      | Prato      | 23         | 29         |    |    |        |            |        |        |        |  |
|  | 5                | Prato            | Prato            | 34               | 25               |  |  |            |            |            |            |            |    |    | 1      | Conversano | 28     | 28     | 33     |  |
|  | 2                | Meran            | 27               | 32               | 27               |  |  |            |            | 2          | Meran      | 20         | 23 | 26 |        |            |        |        |        |  |
|  | 7                | Bologna United   | 28               | 31               | 19               |  |  | 2          | Meran      | 34         | 28         | 35         |    |    |        |            |        |        |        |  |
|  | 3                | Secchia          | 29               | 24               | 28               |  |  | 3          | Secchia    | 31         | 30         | 31         |    |    |        |            |        |        |        |  |
|  | 6                | Brixen           | 28               | 35               | 27               |  |  |            |            |            |            |            |    |    |        |            |        |        |        |  |

## Verdetti
- Conversano: Campione d'Italia.
- Cellini Padova e  Castenaso: retrocessa in Serie A2
- Qualificazione coppa europee:
- Conversano: qualificata alla Champions League 2004-2005
- Meran: qualificata alla Coppa delle Coppe 2004-2005
- Secchia: qualificata alla EHF Cup 2004-2005
- Trieste: qualificata alla Challange Cup 2004-2005
- Prato: qualificata alla Challange Cup 2004-2005